# Paradou
Paradou är en kommun i departementet Bouches-du-Rhône i regionen Provence-Alpes-Côte d'Azur i sydöstra Frankrike. Kommunen ligger  i kantonen Saint-Rémy-de-Provence som ligger i arrondissementet Arles. År 2022 hade Paradou 2 181 invånare.

## Befolkningsutveckling
Antalet invånare i kommunen Paradou
Referens:INSEE